# Mário Haberfeld
Mário Haberfeld (São Paulo, 25 januari 1975) is een Braziliaans autocoureur.
Mario begon zijn autorace in 1995 carrière in de Britse Formule Ford hij werd daar vierde. Daarna won hij het Britse Formule 3-kampioenschap in 1998 waarna hij tussen 1999 en 2002 in de Formule 3000 kon gaan rijden. Hij reed een aantal degelijke resultaten bij elkaar maar wist zijn teamgenoot Nick Heidfeld, die kampioen werd in dezelfde auto voor het Junior McLaren-team, niet bij te houden. Directeur Ron Dennis was dan ook niet erg onder de indruk van zijn prestaties. Hij kwam op een aantal tests met Stewart Grand Prix en Williams na dan ook niet aan de bak in de Formule 1.
In 2003 ging hij dan in de Champ Car rijden voor Mi-Jack Conquest Racing. Zijn beste resultaat was een vierde plaats bij zijn debuut. Een jaar later reed hij voor Derrick Walker en wist opnieuw een aantal keer in de top-5 te rijden. Hij vond geen team in 2005 maar viel halverwege het jaar toch nog in voor Timo Glock. Hij reed ook een aantal Grand-Am-races voor het Tuttle Team Racing.
Hij rijdt momenteel in de Le Mans Series voor het Embassy Racing team, hij rijdt daar in een Radical SR9 Judd in de LMP2 categorie.
1. ↑  Mário Haberfeld é o novo campeão da F-3 na Inglaterra 1998